# 슬픈 약속 (드라마)
《슬픈 약속》은 1986년 11월 2일에 MBC TV에서 방영되었던 베스트셀러극장이다.

## 줄거리
부모를 일찍 잃고 어렵게 자란 강지숙(권재희)은 대학을 졸업한 후 한 상사에 일자리를 잡아 근무한다. 어느 날 밤 지숙은 한상민(남성훈)이 몰던 승용차에 치여 부상을 입고 병원에 입원한다. 지숙은 도의적 책임감에서 뒷바라지를 열심히 하는 상민에게 호감을 느끼고 그 호감은 사랑의 감정으로 바뀌게 되는데...

## 출연
- 남성훈
- 권재희
- 이상숙
- 임영규
- 박순천
- 최불암
- 김용림
- 김애경
- 김기종
- 문시경
- 허기호
- 구보석
- 이용화
- 강미
- 김흥수
- 이승현